# Vojkaháza
Vojkaháza, románul: Gura Văii település Romániában, a Partiumban, Arad megyében.

## Fekvése
Honctőtől északkeletre, a Fehér-Körös jobb partján fekvő település.

## Története
Vojkaháza, Vojkafalva nevét 1553–1561 között említette először oklevél Voikafalva néven. 1808-ban Guravoj, Guraroj, 1888-ban Guravoj (Guravalej), 1913-ban Vojkaháza néven írták.
1910-ben 391 lakosából 382 román, 8 magyar volt. Ebből 382 görögkeleti ortodox, 7 református volt.
A trianoni békeszerződés előtt Arad vármegye Nagyhalmágyi járásához tartozott.